# Sveriges ansikte

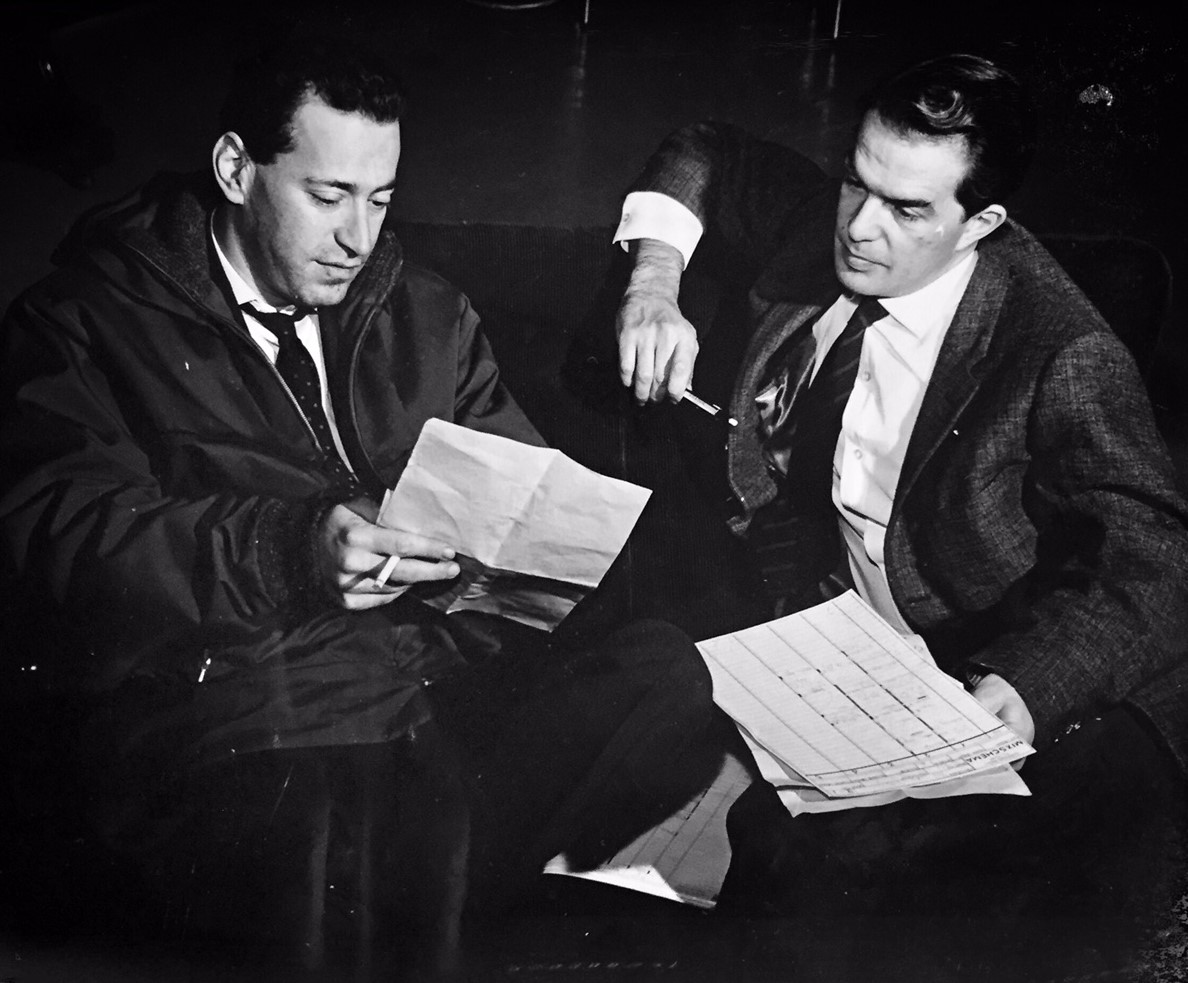
Steve Hopkins och Bo Bjelfvenstam under inspelningen, 1962.

Sveriges ansikte (The Face of Sweden) är en dokumentärserie om Sverige från 60-talet.
Serien var avsedd som utbildningstelevision för en amerikansk publik men sändes även i Sverige.

## Produktion
Sveriges ansikte var ett beställningsuppdrag från Nordisk Tonefilm och Svenska Institutet.
Uppdraget gavs till Sveriges Radio och bestod av en serie av åtta filmer med information om Sverige, avsedd för utlandet.
Manuset till produktionen skrevs av Steve Hopkins och producerades av Lennart Ehrenborg med Bo Bjelfvenstam på regi.
Filmerna bjöd på ett nytt filmspråk, i klass med de högre internationella kvalitetsfilmerna, där dokumentär- och fictiongenrerna blandades. Flera av filmerna sades av filmprofessorn Leif Furhammar "[…] vara de mest attraktiva som dittills har gjorts i svensk TV […]" och prisades för sin klippdynamik och associationsrikedom.
Serien kritiserades även av vissa för att ha närmat sig propaganda i sin mycket positiva skildring av Sverige. Samtidigt visade Hopkins en mer okonventionell sida av Sverige då han i avsnittet The Icicle and the Sun diskuterade ämnen som självmordsfrekvens, alkoholism och psykisk ohälsa, som gick emot de dåvarande föreställningarna om den svenska modellens framgångar.

## Avsnitt
| Avsnitt# | Titel                      | Svensk titel                       | Regisserad av   | Manus av      | Sändningsdatum (Sverige) | Sändningsdatum (USA) |
| -------- | -------------------------- | ---------------------------------- | --------------- | ------------- | ------------------------ | -------------------- |
| 1        | "The Secure Society"       | "Det trygga samhället (del 1)"     | Bo Bjelfvenstam | Steve Hopkins | 29 juli 1963             | 1963                 |
| 2        | "A Just Society"           | "Rättssamhället (del 2)"           | Bo Bjelfvenstam | Steve Hopkins | 6 augusti 1963           | 1963                 |
| 3        | "The Organized Society"    | "Organisationssamhället (del 3)"   | Bo Bjelfvenstam | Steve Hopkins | 13 augusti 1963          | 1963                 |
| 4        | "Sweden in World Affairs"  | "Sverige och världen (del 4)"      | Bo Bjelfvenstam | Steve Hopkins | 20 augusti 1963          | 1963                 |
| 5        | "The Enterprising Society" | "Företagsamhetens ansikte (del 5)" | Bo Bjelfvenstam | Steve Hopkins | 28 augusti 1963          | 1963                 |
| 6        | "The Expressive Society"   |                                    | Bo Bjelfvenstam | Steve Hopkins |                          | 1963                 |
| 7 (6)    | "The Icicle and the Sun"   | "Istappen och solen (del 6)"       | Bo Bjelfvenstam | Steve Hopkins | 4 september 1963         | 1963                 |
| 8 (7)    | "The Aspiring Society"     | "Utbildningssamhället (del 7)"     | Bo Bjelfvenstam | Steve Hopkins | 8 september 1963         | 1963                 |